# Antonio Romero Andía
Antonio Romero Andía (Madrid, 11 de maig de 1815 − Madrid, 7 d'octubre de 1886) va ser un editor, clarinetista i comerciant de música. Va ser una de les figures més importants en l'àmbit de la pedagogia musical espanyola en el segle xix.

## Biografia
Va començar la seva formació musical als 10 anys en una institució militar, on li van instruir la seva capacitat retentiva. Més tard, al seu mestre li van ofereix una plaça en un altre destí, i Antonio Romero haurà de buscar una altra manera de prosseguir amb el seu ensenyament en la música, moment en què coneix a Antonio Píriz, qui es va oferir a fer-li classes de manera gratuïta veient el gran potencial del jove. Així, comença a aprendre solfeig, i Píriz decideix introduir-li en el clarinet.
Amb 14 anys es va presentar al públic madrileny, i donant a conèixer el seu gran tarannà i maneig de l'instrument, va començar a considerar-se-li nen prodigi del clarinet. A partir d'aquest moment, els èxits d'Antonio Romero es van ser succeint, tocant en companyies teatrals de Madrid, i aconseguint plaça en formacions musicals tant militars com a civils, destacant entre elles el seu lloc de professor en el Conservatori de Madrid.
Amb 26 anys, va començar a publicar una sèrie de mètodes per a l'aprenentatge d'instruments musicals, sent el més famós i destacable el "Mètode complet de clarinet".

## Editor i comerciant musical
Antonio Romero va publicar una sèrie de revistes relacionades amb el món de la música. A més, va ser molt important la seva tasca de programador de concerts, especialment a la Sala Romero (fundada per ell mateix), considerada durant molts anys la principal sala de concerts de Madrid, que va albergar recitals de compositors com Isaac Albéniz. 
De la seva labor com a editor, a més dels seus mètodes per a instruments, destaca també la publicació de les primeres obres d'Albèniz.

## Principals obres
- Primer solo original para clarinete y piano
- Fantasia sobre motivos de Lucrecia Borgia
- Método Completo de Clarinete
- Instrucción y ejercicio para clarinete
- Tabla del Clarinete de Trece Llaves
- Tabla General del Clarinete
- Método de Solfeo
- Método para Afinar el Piano
- Método para Fagot
- Método de Trompa de Pistones o Cilindros

## Distincions honorífiques
- Gran Creu de la Orde Civil de Maria Victòria.[1]
- Comandant de la Reial i Distingit Orde Espanyol de Carles III.
- Cavaller Gran Creu de l'Orde d'Isabel la Catòlica.
- Cavaller de la Orde de Crist.